# Vannella australis
Vannella australis – gatunek ameby należący do rodziny  Vannellidae z supergrupy Amoebozoa według klasyfikacji Cavaliera-Smitha.
Forma pełzająca jest kształtu łopatkowatego albo flagowatego. Hialoplazma zajmuje około połowę całkowitej długości pełzaka, tylny koniec ciała trójkątny. Osobnik dorosły osiąga wielkość 22 – 44 μm. Posiada pojedyncze jądro o średnicy 5,6 – 8,4 μm z centralnie umieszczonym jąderkiem o średnicy 2,8 – 4,7 μm.
Forma swobodnie pływająca posiada cienkie, tępo zakończone pseudopodia, które mogą być czasami zakrzywione. Długość tych pseudopodiów może nawet 2 krotnie przekraczać średnicę ameby.
Występuje w morzu.